# Úmluva OSN o právech osob se zdravotním postižením
Úmluva o právech osob se zdravotním postižením (anglicky Convention on the Rights of Persons with Disabilities) byla přijata Valným shromážděním OSN 13. prosince 2006 a vstoupila v platnost 3. května 2008. Jménem České republiky byla Úmluva podepsána v New Yorku dne 30. března 2007. 
Cílem dokumentu je ochrana lidských práv a důstojnosti se zdravotním postižením, tak, aby osoby se zdravotním postižením mohly plně a rovnoprávně používat všech lidských práv a svobod. Tato Úmluva nezavádí žádná nová specifická práva, je založena na principu rovnoprávnosti, zaručuje osobám se zdravotním postižením plné uplatnění všech lidských práv a podporuje jejich aktivní zapojení do života společnosti. Navazuje na Všeobecnou deklaraci lidských práv (UDHR) a konkretizuje a rozpracovává ji, s ohledem na specifické potřeby a zkušenosti osob se zdravotním postižením. Úmluva je výrazem proměny paradigmatu od osob se zdravotním postižením jako objektu péče k emancipaci.

## Přijetí úmluvy
Úmluva byla přijata 13. prosince 2006 Valným shromážděním v New Yorku a otevřena k podpisu od 30 března 2007.  V platnost Úmluva vstoupila podle svého článku 45 odst. 2 dne 28. října 2009.  Úmluva vstoupila v mezinárodní platnost 3. května 2008, poté co ji ratifikovalo dvacet států. Ke dni 22. května 2014 podepsalo Úmluvu celkem 158 států (92 Opční protokol) a ratifikovalo jí 147 států (82 Opční protokol). K dubnu 2025 má úmluvu 164 signatářů a 193 smluvních stran, 192 států a Evropskou unii (která ji ratifikovala 23. prosince 2010).
Česká republika Úmluvu podepsala 30. března 2007 a ratifikovala 28. září 2009. Na základě článku 10 Ústavy se stala Úmluva po svém vyhlášení dne 12. února 2010 součástí právního řádu ČR. Česká republika podepsala 30. března 2007 rovněž Opční protokol, který vstoupil pro Českou republiku v platnost dne 23. září 2021.
Úmluvu 23. prosince 2010 ratifikovala rovněž Evropská unie.
Státy, které úmluvu přijaly se zavazují ke komplexnímu prozkoumání všech oblastí práva, aby zajistily, že právo osob se zdravotním postižením na právní způsobilost nebude omezeno na nerovném základě s ostatními. 

## Vznik úmluvy
Cesta ke vzniku Úmluvy byla velmi zdlouhavá. Její předchůdkyní byla Deklarace práv zdravotně postižených osob z roku 1975. V té bylo poprvé řečeno, že problematika osob se zdravotním postižením je otázka lidských práv. Z hlediska dnešních požadavků se však nejednalo o dokument, který by zajišťoval lidem s postižením ochranu práv. Teprve po 35 letech snažení samotných lidí s postižením, lidskoprávních a neziskových organizací a výboru International Disability Caucus byl v roce 2006 text Úmluvy schválen a mohl započít proces ratifikace jednotlivými státy.
K vytvoření Úmluvy vedly 4 základní důvody. Prvním z nich bylo zviditelnění problematiky lidských práv osob se zdravotním postižením. Druhým pak značná specifika těchto práv. Běžně je kritizována nepružnost právních norem. Každý jsme něčím specifický a lidé s postižením ještě více. Potřeba vytvořit speciální dokument stanovující, upravující a ochraňující jejich práva byl tedy více než na místě. Dalším důvodem k sepsání Úmluvy bylo vytvořit jednotnou právní úpravu práv osob se zdravotním postižením, jelikož zmínky o těchto právech byly rozptýleny do různých dokumentů. Tím byl např. Světový akční plán pro osoby se zdravotním postižením (1982), Standardní pravidla pro vyrovnávání příležitostí pro osoby se zdravotním postižením (1993) a Všeobecná deklarace lidských práv (1948). Čtvrtým důvodem pak bylo získání údajů o problematice osob se zdravotním postižením.
Vznik Úmluvy je podmíněn také historickým kontextem a narativem, ve kterém byly osoby se zdravotním postižením vnímány diskriminačně - ať již jako objekt péče, poručenství.

## Průběh ratifikace v České republice
Česká republika podepsala smlouvu v den otevření k podpisu, 30. března 2007. Do repozitáře Úmluvy u Generálního tajemníka OSN byla uložena 28.září 2009. Součástí právního řádu České republiky se stala pod číslem 10/2010 Sb ve Sbírce mezinárodních smluv dne 12. února 2010. Opční protokoly byly podepsány 30. března 2007 a vstoupily pro ni v platnost  23. září 2021. 

## Definice osoby se zdravotním postižením
Osobou se zdravotním postižením se rozumí osoba mající dlouhodobé fyzické, duševní, mentální nebo smyslové postižení, které v interakci s různými překážkami může bránit jejímu plnému a účinnému zapojení do společnosti na rovnoprávném základě s ostatními.

## Principy a zásady úmluvy
Úmluva je založena na třech základních principech, pilířích: 1) prosazovat, 2) chránit a 3) zajistit práva osob se zdravotním postižením. 
Zásady Úmluvy jsou následující:
- respektovat přirozenou důstojnost, osobní nezávislost, zahrnující také svobodu volby, a samostatnost osob;
- nediskriminace. Lidé se zdravotním postižením jsou rozmanití a není jim ubírána lidskost.
- plné a účinné zapojení a začlenění do společnosti;
- respektování odlišnosti a přijímání osob se zdravotním postižením jako součásti lidské různorodosti a přirozenosti;
- rovnost příležitostí;
- přístupnost;
- rovnoprávnost mužů a žen a
- respektování rozvíjejících se schopností dětí se zdravotním postižením a jejich práva na zachování identity.

## Obsah úmluvy
Skládá se z preambule a 50 článků. Úmluva připomíná základní práva, jakými jsou rovnost, svoboda, nediskriminace, dodržování lidských práv a právo na vzdělání. Konkrétně v jednotlivých článcích vypichuje práva žen se zdravotním postižením, které se často stávají terčem zneužívání a práva dětí se zdravotním postižením, které by měly mít stejná práva a možnosti jako ostatní děti. 
Článek 23 odst. 3 uvádí následující: „Státy zajistí, aby děti se zdravotním postižením měly rovná práva na život v rodinném prostředí“. Článek 8 pak ukládá zvyšování povědomí veřejnosti, s cílem vychovávat k vnímavosti k právům osob se zdravotním postižením, jejich pozitivnímu vnímání, podporování uznání, dovedností, zásluh a schopností. Úmluva nezapomíná ani na přístupnost služeb, rovnost před zákonem a ochranu proti mučení a jinému krutému, nelidskému či ponižujícímu zacházení nebo trestání zmíněnou v článku 15. Jako i jiní lidé mají mít lidé s postižením volný přístup k informacím, poskytnutý formou odpovídající jejich potřebám (např. formou snadného čtení) a možnost zapojit se do společnosti.
Státy se zavazují plně podporovat a vytvářet podmínky pro dodržování a prosazování těchto práv a v neposlední řadě přijmout účinná a odpovídající nařízení a opatření k odstranění diskriminace osob se zdravotním postižením ve všech záležitostech týkajících se manželství, rodiny, rodičovství a osobních vztahů. Smluvní strany úmluvy jsou povinny podporovat, chránit a zajišťovat plné užívání lidských práv osobami se zdravotním postižením a zajistit, aby osoby se zdravotním postižením používaly plné rovnosti před zákonem.

## Opční protokol
K Úmluvě byl přijat Opční protokol, který má 18 článků. Opční protokol je dokument zaručující osobám se zdravotním postižením možnost podání stížnosti, pokud stát nedodržuje závazky plynoucí z Úmluvy. Stížnost může podat i osoba zbavená způsobilosti k právním úkonům. Dotyčný by si nejdříve měl podat žalobu k soudu, pokud by však řízení trvalo dlouho či neúspěšně, může stížnost podat k Výboru OSN pro práva osob se zdravotním postižením.

## Monitorování práv podle úmluvy v České republice
Gestorem implementace je v souladu s usnesením vlády ze dne 19. března 2007 č. 284 Ministerstvo práce a sociálních věcí. V  souladu s čl. 33 odst. 1 mají smluvní strany Úmluvy ustanovit v rámci státní správy kontaktní místo pro záležitosti týkající se provádění této úmluvy. Od r. 2018 je monitorovacím orgánem podle článku 33 Úmluvy Veřejný ochránce práv. Ten také jmenuje členy Poradního orgánu, který je složen z řad lidí s postižením, zástupců jejich organizací a odborníků zabývajících se problematikou zdravotního postižení. 